# Powiat Legionowski
Der Powiat Legionowski ist ein Powiat (Kreis) in der polnischen Woiwodschaft Masowien. Der Powiat hat eine Fläche von 389,86 km², auf der 96.497 Einwohner leben. Die Bevölkerungsdichte beträgt 247,5 Einwohner auf 1 km² (2006).

## Gemeinden
Der Powiat umfasst fünf Gemeinden, davon eine Stadtgemeinde, eine Stadt-und-Land-Gemeinde und drei Landgemeinden.

### Stadtgemeinde
- Legionowo

### Stadt-und-Land-Gemeinde
- Serock

### Landgemeinden
- Jabłonna
- Nieporęt
- Wieliszew

## Städte
- Legionowo
- Serock